# الأخت كيني
الأخت كيني (بالإنجليزية: Sister Kenny)‏ هو فيلم دراما تم إنتاجه في الولايات المتحدة وصدر في سنة 1946. الفيلم من إخراج ددلي نيكولاس وكتابة آليكسندر نوكس وددلي نيكولاس. من بطولة آليكسندر نوكس وروزاليند راسل.

## وصلات خارجية
- الأخت كيني على موقع IMDb (الإنجليزية)
- الأخت كيني على موقع روتن توميتوز (الإنجليزية)
- الأخت كيني على موقع ألو سيني (الفرنسية)
- الأخت كيني على موقع Turner Classic Movies (الإنجليزية)
- الأخت كيني على موقع أول موفي (الإنجليزية)
- الأخت كيني على موقع فيلمافينيتي (الإسبانية)
- الأخت كيني على موقع قاعدة بيانات الأفلام السويدية (السويدية)
- الأخت كيني على موقع قاعدة بيانات الفيلم (الإنجليزية)
- الأخت كيني على موقع ليتربوكسد (الإنجليزية)
- الأخت كيني على موقع كينوبويسك (الروسية)